# 歐氏獅子魚
歐氏獅子鱼，为輻鰭魚綱鮋形目杜父魚亞目狮子鱼科的其中一種。目前發現於西北太平洋區的日本相模灣海域，屬底棲性魚類，棲息在水深0至10公尺的水域，體長可達43公分，生活習性不明。